# 祖沖之 (小惑星)
祖沖之または祖冲之 (1888 Zu Chong-Zhi) は、小惑星帯の小惑星である。南京市郊外の紫金山天文台で発見された。
中国南朝の数学者、祖沖之にちなんで名付けられた。